# Begur, Virajpet
Begur là một làng thuộc tehsil Virajpet, huyện Kodagu, bang Karnataka, Ấn Độ.